# Nicasio Álvarez de Cienfuegos
Nicasio Álvarez de Cienfuegos (14. prosince 1764, Madrid – 30. června 1809, Orthez, Francie) byl španělský preromantický básník a dramatik.

## Život
Studoval právo na několika univerzitách a své vzdělání ukončil na Univerzitě v Salamance, kde se seznámil s básníkem Juanem Meléndezem Valdésem, nejvýznamnějším básníkem tzv. salamanské básnické školy, a pod jeho vlivem se začal věnovat poezii. Poté pracoval v Madridu jako právník a spřátelil se s básníkem Manuelem Josém Quintanou a současně vydal své verše a tragédie. Jeho literární práce získaly takovou oblibu, že mu roku 1798 byla svěřena redakce oficiálního listu La Gaceta. Když však roku 1808 napsal článek namířený proti francouzské okupaci, byl nejprve odsouzen k smrti, ale pak mu byl trest změněn na vyhnanství v Paříži. Při přepravě přes hranice zemřel.

## Dílo

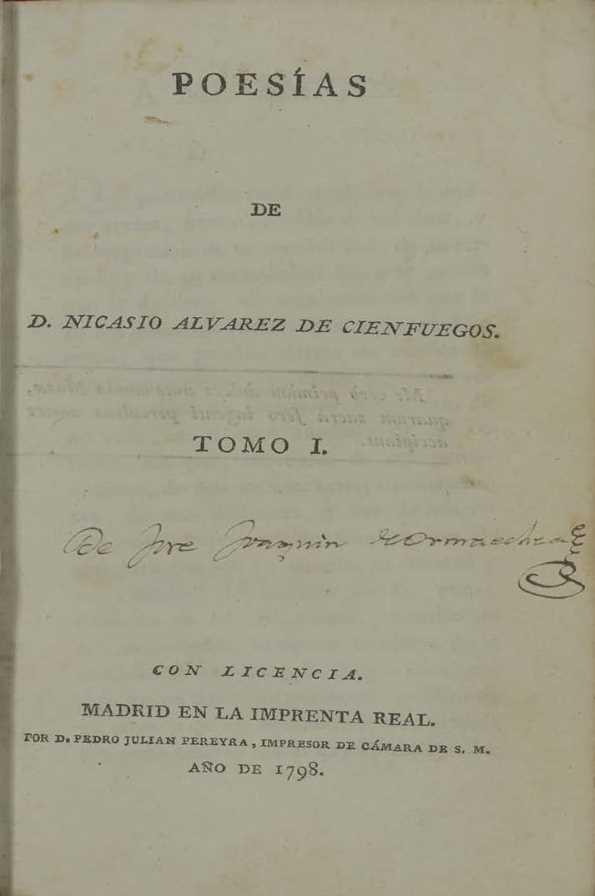
Vydání básníkových básní z roku 1798

Těžiště jeho tvorby je v lyrické poezii, ve které se objevují preromantické projevy subjektivního utrpení a chmurného a rozjitřeného sentimentalismu. K jeho nejznámějším básním patří La escuela del sepulcro (Škola smrti), La rosa del desierto (Růže pouště), Mi destino (Můj osud), El túmulo (Pohřební mohyla) nebo Mi paseo solitario de primavera (Má osamělá jarní procházka). Své verše vydal roku 1798 pod názvem Poesías de D. Nicasio Alvarez de Cienfuegos.
Méně významné jsou jeho klasicistní tragédie Idomeneo (1792), Zoraida (1798), La condesa de Castilla (1798, Hraběnka k Kastilie) a Pítaco.